# Rifugio Cà d’Asti
Das Rifugio Cà d’Asti ist eine bewirtschaftete Schutzhütte in den Grajischen Alpen der norditalienischen Metropolitanstadt Turin/Region Piemont.
In 2854 m s.l.m. Höhe oberhalb des Susatales gelegen, dient die von der Diözese Susa betriebene Hütte Pilgern und Wanderern als Ausgangsort für die Besteigung des Rocciamelone, des höchsten Wallfahrtsortes der Alpen.

## Geschichte

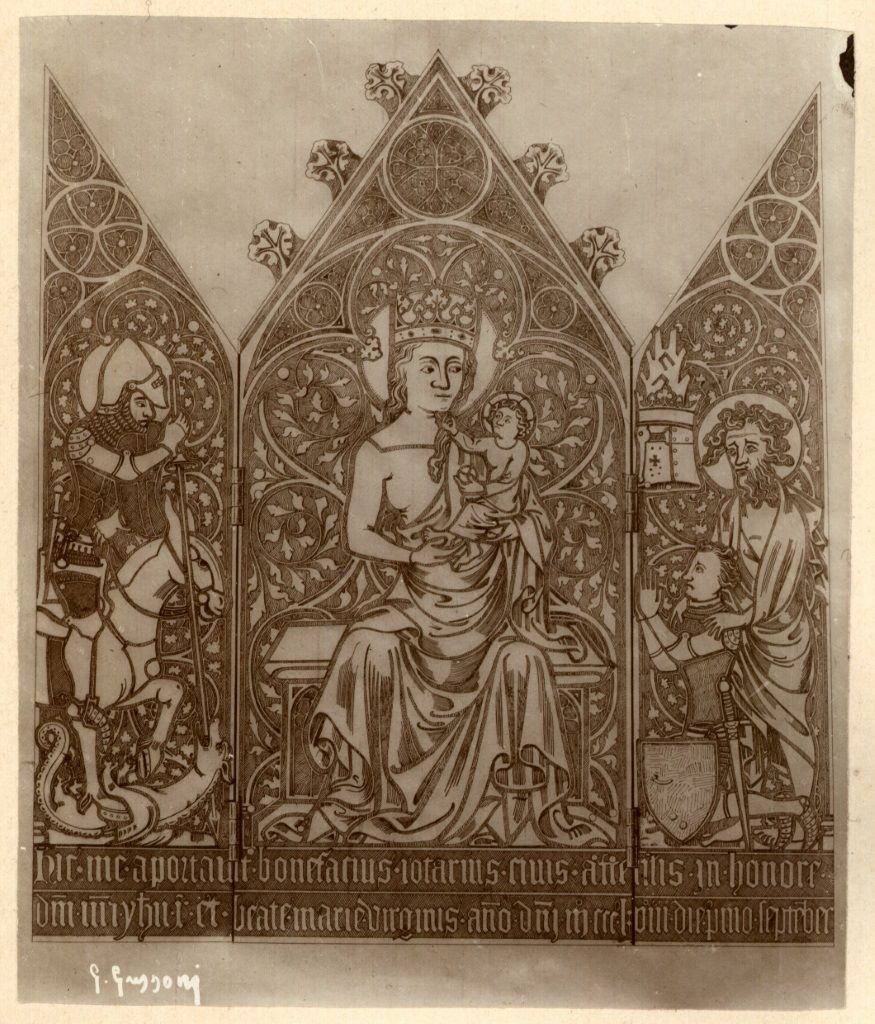
Madonnen-Triptychon

Nachdem bereits im Jahr 1358 durch Bonifacio Roero d’Asti die Erstbesteigung des Rocciamelone gelungen war, folgten immer mehr Pilger seinem Weg, um eine Wallfahrt zu dem Madonnen-Triptychon zu unternehmen, das er auf dem Gipfel hinterlassen hatte.
Auf dem Plateau, auf dem heute die Schutzhütte steht, wurde deshalb bereits im Jahr 1419 eine erste, damals noch hölzerne, Hütte errichtet. Zu Ehren des Erstbesteigers heißt die Hütte noch heute Cà d’Asti, das Haus Astis. Die heutige Hütte wurde im Jahre 1974 errichtet.

## Zugänge
- Vom Rifugio Riposa (2205 m, Parkplatz) zum Rifugio Cà d’Asti (Etappe D33 des blauen Weges der Via Alpina), leicht, Gehzeit: 1,75 Stunden
- Vom Rifugio Stellina (2610 m) auf dem Höhenweg Alta Via Val di Susa, Gehzeit: fünf Stunden
- Vom Colle della Croce di Ferro (2548 m), dem Übergang zum nördlich gelegenen Viù-Tal, auf der Alta Via Val di Susa, Trittsicherheit und Schwindelfreiheit erforderlich, Gehzeit: 2,5 Stunden

## Gipfelbesteigung
- Rocciamelone (3538 m), teilweise seilgesichert, Gehzeit: zwei Stunden

## Übergänge
- Übergang in das französische Arctal (Maurienne): via Rocciamelone – Rocciamelone-Gletscher – Vallée du Ribon nach Bessans: Hochtour, Steigeisen notwendig, sieben Stunden
- Übergang in das Viutal: via Rocciamelone – Rocciamelone-Gletscher – Rifugio Ernesto Tazzetti (2642 m): Hochtour, Steigeisen notwendig, fünf Stunden